# Костри-Подсендковента
Костри-Подсендковента (пол. Kostry-Podsędkowięta) — село в Польщі, у гміні Клюково Високомазовецького повіту Підляського воєводства.
Населення — 154 особи (2011).
У 1975-1998 роках село належало до Ломжинського воєводства.

## Демографія
Демографічна структура станом на 31 березня 2011 року:
|          | Загалом | Допрацездатний вік | Працездатний вік | Постпрацездатний вік |
| -------- | ------- | ------------------ | ---------------- | -------------------- |
| Чоловіки | 83      | 12                 | 50               | 21                   |
| Жінки    | 71      | 10                 | 34               | 27                   |
| Разом    | 154     | 22                 | 84               | 48                   |